# Дань Чжу Хань
Дань Чжу Хань (147—212) — китайский врач, химик и чиновник, живший в период династии Хань, автор нескольких трудов по медицине. Был известен как противник магического целительства.

## Жизнеописание
Родился в городе Сыньян провинции Наньцзюнь (ныне Саньян, Хэнань). С детства интересовался медициной. В 192 году стал правителем (тайшоу) местности Чанша. Когда в результате одной из эпидемий он потерял почти всю свою семью, Дань Чжу Хань решил оставить государственную службу и полностью посвятить себя медицине, чтобы найти лекарства от как можно большего количества болезней. В 200 — 210 годах написал свой главный труд — «Суждения о лихорадочных поражениях холодом и разных [внутренних] болезнях».